# 호세 프란시스코 몰리나
호세 프란시스코 몰리나 히메네스(스페인어: José Francisco Molina Jiménez, 1970년 8월 8일, 발렌시아 지방 발렌시아 ~)는 스페인의 전 축구 선수이자 현 감독으로 현역 시절 골키퍼로 활약했으며, 현재 스페인 왕립 축구 연맹의 단장하고 모훈 바간 감독을 맡고있다.
11년 동안 지속된 그의 프로 현역 시절에, 그는 주로 아틀레티코 마드리드와 데포르티보에서 활약해 총 5번의 우승을 경험했다. 14시즌에 걸쳐, 그는 415번의 라 리가 경기에 출전했다.
스페인 국가대표로 4년을 보낸 몰리나는 1998년 FIFA 월드컵과 2번의 UEFA 유럽 축구 선수권 대회에 참가했다.

## 클럽 경력
몰리나는 발렌시아 지방 발렌시아 사람으로, 평범한 알시라에서 프로 무대 첫 발을 디뎠고, 이후 인근 거함 발렌시아로 1991년에 둥지를 옮겼다. 또다른 발렌시아 지방 구단 비야레알로 임대를 떠난 후, 그는 알바세테에 매각되어 1-0으로 이긴 레알 오비에도와의 1995년 1월 8일 안방 경기에서 라 리가 데뷔전을 치렀다. 그는 말일 경기인 데포르티보와의 안방 경기에서 8골을 실점했지만, 알바세테는 플레이오프전을 통해 강등을 면했다.
몰리나는 그가 지지하던 아틀레티코 마드리드와 깊은 관련이 있었다. 그는 1995년에 수도 연고 구단에 입단해 1년차에 리그와 코파 델 레이를 석권하여 국내 무대 2관왕을 달성하였고, 4시즌을 도합해 고작 2경기를 결장하는데 그쳤다. 아틀레티코 마드리드가 강등되자, 그는 2000년에 리그 정상에 선 데포르티보로 이적해 코파 델 레이와 2번의 수페르코파 데 에스파냐 우승을 거두었고, 갈리시아 연고의 구단 소속으로도 붙박이 주전이 되었다. 그러나, 2002년 10월 14일, 그는 고환암을 앓고 있다고 밝혔고, 항암 치료로 골문 앞에서 벗어나게 되어, 대부분의 2002-03 시즌 경기에 결장했으나, (데포르가 3위를 차지한 이 시즌에 10번의 리그 경기에 결장하였다.) 완치되어 복귀했다.
계약이 만료되면서, 몰리나는 고향 발렌시아로 복귀해 1부 리그 하위권의 레반테 소속으로 2006-07 시즌을 보냈지만, 시즌이 만료된 후 계약을 연장하지 않고, 구단의 1부 리그 잔류를 확정한 직후에 은퇴했다.

## 국가대표팀 경력
몰리나는 1996년 4월 24일 노르웨이와의 경기에서 스페인 국가대표팀 첫 경기를 뛰었는데, 수문장이 아닌 다른 역할로 깜짝 출전을 하였다. 그는 좌측 미드필더로 출전했는데, 하비에르 클레멘테가 선수를 모두 교체한 와중에 후안 마누엘 로페스가 부상으로 빠졌기 때문이었다.
그는 이후 UEFA 유로 1996과 1998년 FIFA 월드컵에 참가한 선수단에 이름을 올렸지만, UEFA 유로 2000이 되어서야 주전 지위를 확보했고, 그마저도 0-1로 패한 노르웨이전에서 실수로 경기를 망치면서 이후 경기에 출전하지 못했다.

## 은퇴 후
2009-10 시즌, 몰리나는 테르세라 디비시온의 비야레알 C의 감독이 되면서 감독일을 시작했다. 2011년 5월 12일, 그는 경질된 하비 그라시아를 대신해 심각한 강등 위기에 처한 세군다 디비시온의 2군 감독이 되었다.
몰리나는 2011년 12월 22일에 해임된 후안 카를로스 가리도를 대신해 비야레알 1군 감독으로 임명되었다. 그러나, 그도 전 소속 구단인 레반테와의 이듬해 3월 18일 원정 경기에서 0-1로 패하면서 직위가 해제되었고, 노란 잠수함은 17위로 강등권과 매우 근접하여 위태로운 상황이었다.
2014년, 헤타페 B를 이끌고 세군다 디비시온 B 에서 14위의 성적을 낸 몰리나는 홍콩의 킷치 감독이 되었다. 그의 처음이자 마지막 시즌에 그는 국내 3관왕을 달성하고, AFC컵 8강의 성적을 기록했다.
2016년 5월 3일, 몰리나는 같은 스페인 국적의 안토니오 로페스 아바스를 대신해 인도 슈퍼리그의 ATK 감독이 되었다.
이듬해 11월 14일, 그는 시즌 클라우수라를 앞두고 아센소 MX에 소속된 아틀레티코 산루이스의 감독이 되었다. 2018년 2월 18일, 그는 모든 대회를 통틀어 11경기에서 2승을 거두는 데에 그치면서 해고되었고, 그의 소속 구단은 리그 최하위를 기록했다.
2018년 7월, 몰리나는 2018년 FIFA 월드컵에서 스페인 국가대표팀 성적 부진으로 사표를 낸 페르난도 이에로를 대신할 스페인 왕립 축구 연맹의 신임 단장이 되었다.

## 수상

### 클럽
아틀레티코 마드리드
- 라 리가: 1995–96
- 코파 델 레이: 1995–96

데포르티보
- 코파 델 레이: 2001–02
- 수페르코파 데 에스파냐: 2000, 2002

### 개인
- 트로페오 리카르도 사모라: 1995–96

### 감독
킷치
- 홍콩 프리미어리그: 2014–15
- 홍콩 FA컵: 2014–15
- 홍콩 리그컵: 2014–15

ATK
- 인도 슈퍼리그: 2016